# C/1999 S4 LINEAR
La cometa LINEAR, formalmente indicata come C/1999 S4 (LINEAR), è una cometa non periodica del Sistema solare. È stata scoperta il 27 settembre 1999 nell'ambito del programma LINEAR del Lincoln Laboratory (MIT), per la ricerca di asteroidi, quando si trovava a circa 4,33 UA dal Sole, in prossimità dell'orbita di Giove. È stata seguita, salvo una breve parentesi, dal giorno della sua scoperta all'agosto del 2000, quando il suo nucleo si è disgregato in una reazione innescata dal riscaldamento solare del nucleo proveniente dal gelido Sistema solare esterno.
È stato ipotizzato che la disgregazione del nucleo sia iniziata il 18 luglio o il 19 luglio, con una successiva esplosione registrata il 21 luglio, ed è stata indicata una dimensione massima di 50 m per i frammenti che ne sono derivati.
Basandosi su una stima della massa della cometa, Bockelée-Morvan et al hanno suggerito che il nucleo originario fosse abbastanza piccolo: dai 200 ai 600 m di diametro. Farnham et al. hanno invece stabilito un limite inferiore di 440 m dal confronto tra misure fotometriche effettuate prima e dopo il passaggio al perielio.

## Storia osservativa
Le prime immagini della cometa furono ottenute la notte del 27 settembre 1999, dal Nuovo Messico. Si presentava come un oggetto di magnitudine compresa tra 17,3 e 17,6, in moto rispetto allo sfondo di stelle. La natura cometaria fu identificata il successivo 1º ottobre, quando dalle immagini si poté rilevare la presenza della chioma. Lo stesso giorno, Brian Marsden pubblicò una prima orbita della cometa che lasciava supporre che avrebbe potuto raggiungere la quarta magnitudine.
La luminosità della cometa aumentò lentamente: da dicembre a gennaio rimase pressoché costante, per raggiungere la 13,5ª magnitudine la prima settimana di marzo. Trovandosi prospetticamente molto vicina al Sole, la cometa fu perduta il 22 marzo e recuperata il 4 maggio da K. Kadota nel cielo del mattino come un oggetto di tredicesima magnitudine.
Ad inizio giugno del 1999 si prospettavano due scenari possibili, uno dei quali prevedeva che la cometa sarebbe stata visibile ad occhio nudo, raggiungendo la quarta magnitudine. Il 22 dello stesso mese, tuttavia, si comprese che si sarebbe avverato lo scenario alternativo della cometa che avrebbe raggiunto la sesta magnitudine in prossimità del 22 luglio.
Nonostante le aspettative iniziali fossero state deluse (la cometa non si era rivelata una nuova Hale-Bopp), le sorprese non mancarono. Tra il 5 ed il 6 luglio, gli osservatori segnalarono un rapido, seppur breve, aumento della luminosità, rivelatore di un piccolo outburst subito dalla cometa. In modo del tutto fortuito, erano state programmate per quello stesso periodo delle osservazioni attraverso il Telescopio spaziale Hubble. Le immagini raccolte il 6 luglio rivelarono che la cometa era interessata da una violenta esplosione, mentre quelle del giorno successivo mostrarono pezzi del nucleo che venivano lentamente lasciati indietro, all'interno della coda.
L'episodio, comunque, rimase limitato nel tempo e non contribuì all'aumento della luminosità della cometa nel periodo seguente, determinato dal progressivo avvicinamento al Sole. Il 21 luglio la cometa appariva come un oggetto di magnitudine compresa tra 6,6 e 6,8. Il giorno successivo, tuttavia, si verificò una nuova esplosione e fu rilasciata nello spazio una quantità di gas sufficiente a formare una coda di gas che perdurò per qualche giorno.
L'aspetto della cometa mutò nei giorni seguenti. La luminosità diminuì in modo troppo rapido perché potesse essere determinata soltanto dall'allontanamento dal Sole e cambiò la forma del nucleo che il 25 luglio appariva allungato e diffuso. Nuove osservazioni del Telescopio spaziale Hubble e del Very Large Telescope chiarirono l'accaduto. Nelle immagini ottenute il 5 agosto ed il 6 agosto era evidente il processo in atto della disgregazione del nucleo della cometa.
La luminosità della cometa, in seguito, diminuì drasticamente e già l'8 agosto era scesa alla decima magnitudine.

## Orbita
La Cometa LINEAR percorre un'orbita retrograda con eccentricità prossima ad 1, inclinata di circa 150° rispetto al piano dell'eclittica. Il perielio è a 0,76 UA dal Sole, in prossimità dell'orbita di Mercurio. Per la quasi totalità della sua orbita, la cometa è al di sotto del piano dell'eclittica. Il nodo ascendente è attraversato tra le orbite di Saturno ed Urano, mentre il nodo discendente è prossimo al perielio.
La minima distanza dalla Terra, pari a 0,3724 UA, è stata raggiunta il 22 luglio 2000.
Sono state proposte sia orbite chiuse, sia orbite aperte, calcolate in base ai dati del transito entro il Sistema solare interno, che forniscono generalmente informazioni insufficienti a determinare univocamente l'orbita di una cometa dal periodo di migliaia di anni. Inoltre, molte orbite cometarie aperte se calcolate prendendo come corpo primario il Sole, risultano periodiche se alla massa del Sole si aggiunge quella di Giove e degli altri pianeti. Tuttavia, questa approssimazione è ammissibile solo quando la cometa è a centinaia di unità astronomiche dal Sole.
Sia l'orbita, sia il comportamento manifestato, lasciano supporre che la Cometa LINEAR provenisse dalla nube di Oort. La fragilità manifestata suggerisce che si potrebbe essere trattato di una cometa al suo primo passaggio nelle vicinanze del Sole; alcuni astronomi hanno avanzato l'ipotesi che la Cometa LINEAR fosse un frammento rimasto indietro di una più grande cometa, che avrebbe attraversato il Sistema solare interno da alcuni secoli a diecimila anni fa.

## Composizione
Durante le osservazioni del 5, 6 e 7 luglio attraverso il Telescopio spaziale Hubble è stata rilevata la presenza di idrogeno (H), ossigeno (O), carbonio (C), monossido di carbonio (CO), zolfo biatomico (S2), monosolfuro di carbonio (CS), idrossido (OH-) e del gruppo amminico secondario (NH). Inoltre è stata rilevata la presenza di acqua (H2O). È stato osservato che l'abbondanza di monossido di carbonio presente nella cometa era inferiore rispetto a quanto individuato per le comete Hyakutake ed Hale-Bopp.
Nei giorni successivi sono state individuate spettroscopicamente le linee di emissione del carbonio bi- e tri-atomico (C2 e C3), del cianuro (CN), dell'idruro CH, del gruppo amminico primario (NH2) e dei cationi CO+ e H2O+.

## Emissione di raggi X
Il 14 luglio la cometa è stata osservata attraverso il telescopio orbitante Chandra che ha rilevato l'emissione di raggi X dal nucleo. Un fenomeno simile era stato osservato per la prima volta durante le osservazioni della cometa Hyakutake attraverso il satellite ROSAT.
È stato determinato che i raggi X osservati furono prodotti principalmente da collisioni tra ioni di azoto, carbonio ed ossigeno presenti nel vento solare ed atomi neutri, prevalentemente idrogeno, presenti nella chioma cometaria. Durante tali interazioni, gli ioni acquistano elettroni dal gas cometario e sono questi ultimi ad emettere raggi X quando decadono dallo stato eccitato conseguente alla collisione.